# 샤바브 알사헬
샤바브 알사헬(아랍어: نادي شباب الساحل الرياضي)은 베이루트를 연고로 하는 레바논의 축구단이다. 현재 레바논 프리미어리그에 참가하고 있다.

## 우승
- 레바논 FA컵: 2000
- 레바논 엘리트컵: 2019
- 레바논 챌린지컵: 2014, 2015
- 레바논 2부 리그: 2005–06, 2017–18

## 선수 명단

### 현역
- 마흐무드 사블리니 (2023 ~ )
- 파델 안타르 (2021 ~ )
- 리차드 바푸르 (2023 ~ )